# Doubrovski (roman)
Pour les articles homonymes, voir Doubrovsky.
Doubrovski (en russe : Дубровский ; en orthographe précédant la réforme de 1917-1918 : Дубровскій) est un roman d'Alexandre Pouchkine écrit en 1832. Le roman fut publié la première fois en 1841, après la mort de Pouchkine, avec beaucoup d'omissions et de changements. Pouchkine n'a pas nommé son ouvrage. Le nom Dubrovsky a été donné par l'éditeur.

## Composition
Pouchkine a commencé la rédaction de Doubrovski le 21 octobre 1832. Le dernier chapitre est daté du 6 février 1833, mais à la mi-novembre 1832, 8 chapitres étaient déjà rédigés.

## Résumé
Andreï Gavrilovitch Doubrovski, modeste lieutenant en retraite et petit propriétaire, est le voisin du riche et arrogant seigneur, Cyrille Petrovitch Troïekourov. Malgré leurs différences matérielles et philosophiques, ils entretiennent de bonnes relations. Ils aiment beaucoup aller à la chasse ensemble. Andreï a un fils unique, Vladimir, qui s'entend bien avec Maria, la fille unique de Cyrille.
Mais un jour, lors de la visite du chenil de Cyrille, Andreï ose dire que les chiens sont mieux traités que ne le sont les habitants du domaine. Il s'ensuit une brouille, qui s'envenime jusqu'à un procès où Troïekourov obtient les possessions de Doubrovski.
Le fils d'Andreï Doubrovski, qui suit une formation militaire à Saint-Pétersbourg, est appelé pour aider son père qui a sombré dans une profonde dépression. Le jugement n'ayant pas fait l'objet d'un appel doit prendre effet. Cependant Troïekourov, pris de remords, se rend chez Doubrovski pour lui dire que le jugement ne sera pas appliqué. Mais en le voyant arriver, le vieux Doubrovski croit qu'il vient pour le mettre dehors, et il meurt d'une crise cardiaque.
Ensuite, le fils Doubrovski, expulsé de chez lui, devient un bandit. Il tente malgré tout de séduire Maria sous un déguisement. Mais il fait une erreur et il se retrouve contraint de vivre dans les bois.
Un vieux noble revient de l'étranger et s’installe sur ses terres près du domaine de Troïekourov. En voisin, il vient faire la connaissance de la famille, et il est séduit par la jeune Maria, qui n'est pas intéressée par lui, mais qui n'a pas de raison de refuser de voir ses feux d'artifice et de l'entendre raconter ses aventures. Un jour, le vieux noble la demande en mariage, et le père accepte aussitôt sans demander l'avis de sa fille. Maria appelle au secours Doubrovski, mais celui-ci arrive trop tard : le mariage est consommé, et lorsque Doubrovski prétend la libérer, elle lui répond qu'elle a consenti et qu'il n'y a plus rien à faire. Doubrovski finit par dissoudre sa bande et par se réfugier à l'étranger.

## Autour de l'œuvre
Pouchkine écrit ce roman en 1832, un an après avoir épousé Nathalie Gontcharov. Il a besoin d'argent. Il délaisse les vers pour la prose sans doute pour écrire plus rapidement. Il choisit des sujets plus légers qu'avant, peut-être à cause de son humeur plus joyeuse, et peut-être aussi pour plaire à un public plus large. Les sujets graves de Boris Godounov, d'Eugène Onéguine, du Coup de Pistolet, du Marchand de cercueils, ont fait place à ce Doubrovski qui n'est pas très éloigné d'un roman à l'eau de rose, mais avec une critique sous-jacente d'une certaine partie de la noblesse de son temps.
Doubrovski est parfois considéré comme une œuvre inachevée. Cela vient non seulement d'une fin décevante pour le lecteur, mais aussi d'un manuscrit retrouvé qui donnerait le titre de plusieurs chapitres restant à écrire. Cela dit, ce roman, en l'état, n'est tout de même pas une ébauche. Il fait environ 140 pages. Il ne s'arrête pas abruptement. Il a une fin logique. Pouchkine avait encore quatre ans à vivre et aurait donc eu largement le temps de le continuer s'il avait jugé que c'était nécessaire. Sans doute avait-il prévu de le modifier un peu en fonction de ce que lui demanderait un éditeur. Mais n'en ayant pas trouvé, il le garda dans un tiroir tel quel.

## Adaptations
- Doubrovski (opéra) par Eduard Nápravník (1839–1916), dont la première eut lieu le 15 janvier 1895, à Saint-Pétersbourg.

- L'Aigle noir, film muet

Réalisateur : Clarence Brown
Producteur : John W. Considine Jr./Art Finance Corp.
Scénariste : Hans Kraly
Acteurs : Rudolph Valentino, Vilma Bánky, Louise Dresser, James A. Marcus
Cinematography : George Barnes, Dev Jennings
Distribué par : United Artists
Date de sortie : 8 novembre 1925 (États-Unis)
Pays : États-Unis
Durée : 80 minutes
- Doubrovski, film romantique et d’aventure

Réalisateur : Alexander V. Ivanovsky
Acteurs : Boris Livanov, Nikolai Monakhov, Galina Grigoryeva, Vladimir Gardin, Mikhail Tarkhanov
Date de sortie : 1935
Pays : Union soviétique
Durée : 75 minutes
- L'Aigle noir (Aquila nera), film

Réalisateur : Riccardo Freda
Acteurs : Rossano Brazzi, Irasema Dilián, Gino Cervi, et dans un rôle secondaire Gina Lollobrigida
Date de sortie : 1946
Pays : Italie
Durée : 97 minutes
- L'Aigle noir (Il vendicatore), film

Réalisateur : William Dieterle
Acteurs : John Forsythe, Rosanna Schiaffino, William Dieterle
Date de sortie : 1959
Pays : Italie / Yougoslavie
Durée : 115 minutes
- Le Noble Brigand Vladimir Doubrovsky (ru), Téléfilm

Réalisateur : Viatcheslav Nikiforov
Acteurs : Mikhaïl Efremov, Marina Zoudina, Vladimir Samoïlov, Kirill Lavrov
Date de sortie : 1989
Pays : Union soviétique